# Castle Bryn Amlwg
Castle Bryn Amlwg är ett slott i Storbritannien.   Det ligger i grevskapet Shropshire i riksdelen England, i den södra delen av landet, 230 km väster om huvudstaden London. Castle Bryn Amlwg ligger 365 meter över havet.
Terrängen runt Castle Bryn Amlwg är kuperad åt nordost, men åt sydväst är den platt. Terrängen runt Castle Bryn Amlwg sluttar norrut. Runt Castle Bryn Amlwg är det ganska glesbefolkat, med 40 invånare per kvadratkilometer. Närmaste större samhälle är Newtown, 8,6 km nordväst om Castle Bryn Amlwg. Trakten runt Castle Bryn Amlwg består i huvudsak av gräsmarker.